# Burunge jezik
Burunge jezik (bulunge, burungi, mbulugwe; ISO 639-3: bds), afrazijski jezik južnokušitske skupine, kojim govori 13 000 ljudi (2002) u tanzanijskoj regiji Dodoma u selima Goima, Chambalo i Mirambu.
Etnička grupa Burunge porijeklom je s Etiopskog platoa a živi od biljogojstva. Pismo: latinica

## Vanjske poveznice
- Ethnologue (14th)
- Ethnologue (15th)